# Abdullah Abdurahman

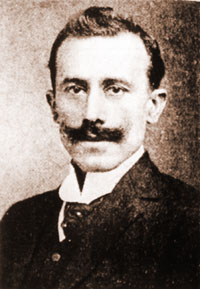
Abdullah Abdurahman

Abdullah Abdurahman (* 18. Dezember 1872 in Wellington, Südafrika; † 20. Februar 1940 in Kapstadt) war ein bedeutender Führer der südafrikanischen Coloureds.
1888 ging er nach Schottland. Dort erlangte er an der Universität Glasgow 1893 den Master-Grad in Medizin an der Universität Glasgow. 1895 kehrte er nach Südafrika zurück, wo er 1904 ins öffentliche Leben trat, indem er zum ersten Coloured-Mitglied des Kapstädter Stadtrates gewählt wurde. Obwohl anfangs aufgrund seiner Hautfarbe heftig angefeindet, gelang es ihm, den Respekt der meisten Mitglieder des Gremiums zu gewinnen – er behielt seinen Sitz bis zu seinem Tod 1940. 1923 wurde er Vorsitzender des einflussreichen Ausschusses für Straßenbau und Entwässerung. Seit 1914 hatte er ebenfalls einen Sitz im Provinzparlament der Kapprovinz.
1902 trat er in die African People’s Organization ein, deren Präsident er 1905 wurde. Unter seiner Führung wuchs die Organisation beträchtlich. Seit 1910 war sie die mit Abstand größte Organisation südafrikanischer Coloureds, eine Position, die sie bis 1940 behielt.